# Eno (tribu)
Els eno o enoke, també anomenats Wyanoak, foren una tribu ameríndia situada a Carolina del Nord durant els segles xvii i xviii que va ser absorbida per les tribus catawbes i saponi.

## Història
Els enos van ser esmentats per primera vegada en documents històrics per William Strachey (el primer secretari de la colònia de Virgínia) en el seu llibre de principis del segle xvii The Historie of Travaile Into Virginia Britannia. Strachey esmena als "Anoeg" al sud-oest de la confederació powhatan (centrada vora l'actual Richmond (Virgínia)) les cases dels quals són construïdes com les nostres, a deu dies de distància de les nostres ... Una altra menció primerenca és en una carta de Francis Yeardley (comerciant indi de Virgínia) a John Ferrar (tresorer adjunt de la Companyia de Virgínia, a Huntingdonshire, Anglaterra), de maig 1654; la carta fou publicada en 1911 a Narratives of Early Carolina (1650–1708) per Alexander S. Salley com Francis Yeardley's Narrative of Incursions into Carolina, 1654. En la seva carta, Yeardley escriu que un tuscarora li va descriure una “gran nació" anomenada “Haynokes” que havien “resistit amb valentia els intents espanyols més septentrionals”.
La vila d'“Œnock” al Piemont de Carolina del Nord fou visitada per John Lederer en 1670. Lederer informà que la vila d'Eno 

... Està construït al voltant d'un camp, on exerciten en els seus esports amb tanta feina i violència, i en tan gran nombre, que he vist el terra mullat amb la suor que queia del seu cos: el seu cap Recreació és de fet de pedres. Són d'estatura mitjana i coratjosos, avars i lladres, treballadors per guanyar un penic; i, per tant, contracten als seus veïns, que els utilitzen com a portadors. Planten gra en abundància, cullen tres cultius en un estiu, i els seus graners subministren a totes les parts adjacents. [Ells] no construeixen les seves cases d'escorça ... A l'estiu, la calor del clima els fa elegirà sojornar de nit sota pèrgoles primes de branques silvestres. Tenen algunes cases d'escorça; ells les construeixen generalment rodones: a cada casa pertany un petit forn, on es posen el seu blat de moro, i el mantenen sec. Conserven les seves nous i glans sobre el foc, per treure-les l'oli; després les premen i n'obtenen un licor lletós, i les aglans un oli de color ambre. Aquests es barregen, submergeixen els seus pastissos en grans entreteniments, i així els serveixen als seus hostes com una llaminadura extraordinària. El seu govern és democràtic; i les sentències dels seus ancians són considerades com a lleis, o més aviat oracles, per ells.

James Needham i Gabriel Arthur també viatjaren a “Aeno,” i la descriviren com a “una vila índia a dos dies de viatge enllà Occhoneeche [Illa a Virgínia]”, en el seu viatge comercial amb el cherokees en 1673.
En 1701 l'aventurer anglès John Lawson va viatjar des de la costa de Carolina del Sud, al nord de Carolina del Nord, i després a la costa prop de Washington (Carolina del Nord). En el seu llibre A New Voyage to Carolina, Lawson informa que la "Nació Adshusheer" (que es troba a prop de l'actual Durham (Carolina del Nord), i probablement representat pel jaciment de Carolina del Nord 31Or13) estava confederada amb els shakori i els eno. Va dir que el seu poble era conegut com a Adshusheer.
Lawson va viatjar a l'est d'Achonechy (vila occaneechi, situada vora l'actual Hillsborough (Carolina del Nord)) "a través de diversos rierols, que es buiden en els afluents del Cape-Fair" amb Enoé Will, "el seu cap principal", que "governa sobre els Bancs de Reatkin" (el riu Haw). Lawson descriu amb més detall la ubicació d'Adshusheer, on prop "Hi ha un corre un bonir rierol per aquesta ciutat. Prop de la plantació, vaig veure una prodigiosa coberta de pins, al no haver vist cap d'aquest tipus de fusta en 125 milles." Ell, de manera similar a Lederer, va descriure els habitants del llogaret com "molt addictes a un esport que ells anomenen Chenco, que juguen amb una bola feta de pedra, que fan rodar en un lloc llis, com un camp de bitlles, amb aquesta finalitat, com he esmenat abans."
En 1712 John Barnwell, un funcionari del govern de Carolina del Sud, viatjà per Carolina del Nord amb una expedició militar contra els tuscarores a l'est de Carolina del Nord. L'expedició elaborà un mapa, creat c. 1712-1725, que mostra “Acconeechy Old Towns” en el que sembla New Hope Creek. Podria representar l'antic assentament d'Adshusheer.
A principis del segle xviii els enos, combinats amb els shakoris, tutelos, saponis, keyauwees, i occaneechis, foren reduïts a una població d'aproximadament 750 persones. Cap al 1715 els enos s'uniren als catawbes a la zona fronterera de Carolina del Nord amb Carolina del Sud; els enos esdevingueren “elements membres dels catawba” potser a causa dels resultats de la Guerra Yamassee, en la qual els enos podrien o no haver participat. És, però, "molt poc probable" que els enos "podrien haver constituït una part important" de la nació catawba. El riu Enoree a Carolina del Sud sembla haver estat reanomenada pels enos, "ree" és equivalent a l'article "els."
En 1716 el tinent governador de Virgínia Alexander Spotswood proposà reassentar els eno (junt amb els sara i els keyauwees) a “Eno Town,” presumiblement al riu Neuse o a l'àrea d'Albemarle de Carolina del Nord. Pel 1716 la major part dels s'havia integrat dins els catawba a Carolina del Sud. En la seva totalitat o en part, podrien haver reemigrat cap al nord de Carolina del Nord amb els saponis en la dècada de 1730.

## Variacions històriques dels enos
- "Winocke," Thomas Gates, 1609
- "Weanock" and "Weanoc," John Smith, 1612
- "Anoeg," William Strachey, 1612
- “Wainoke,” Edward Bland, 1650
- “Haynokes,” Francis Yeardley, 1654
- “Oenock” and "Œnock," John Lederer, 1670
- “Aeno,” James Needham i Gabriel Arthur, 1673
- "Weyanoke," 1688
- "Enoe," John Lawson, 1701
- “Eenó,” James Adair, 1743
- "Enos," James Mooney, 1894
- "Enoch"
- "Wyanoke"